# Област (административна единица)
Вижте пояснителната страница за други значения на Област.
Област е административна единица в много съвременни държави, като Армения, Беларус, България, Казахстан, Киргизия, Русия, Таджикистан, Узбекистан и Украйна. Най-често обхваща една или няколко по-малки административни единици и се ползва с известно самоуправление. Обикновено областите имат определена територия с постоянно население. Административният статут и обхвата на областите варира значително в различните държави.